# Ouzbékistan aux Jeux olympiques d'hiver de 2010
Cet article contient des informations sur la participation et les résultats de l'Ouzbékistan aux Jeux olympiques d'hiver de 2010 à Vancouver au Canada. Il était représenté par 3 athlètes.

## Cérémonies d'ouverture et de clôture

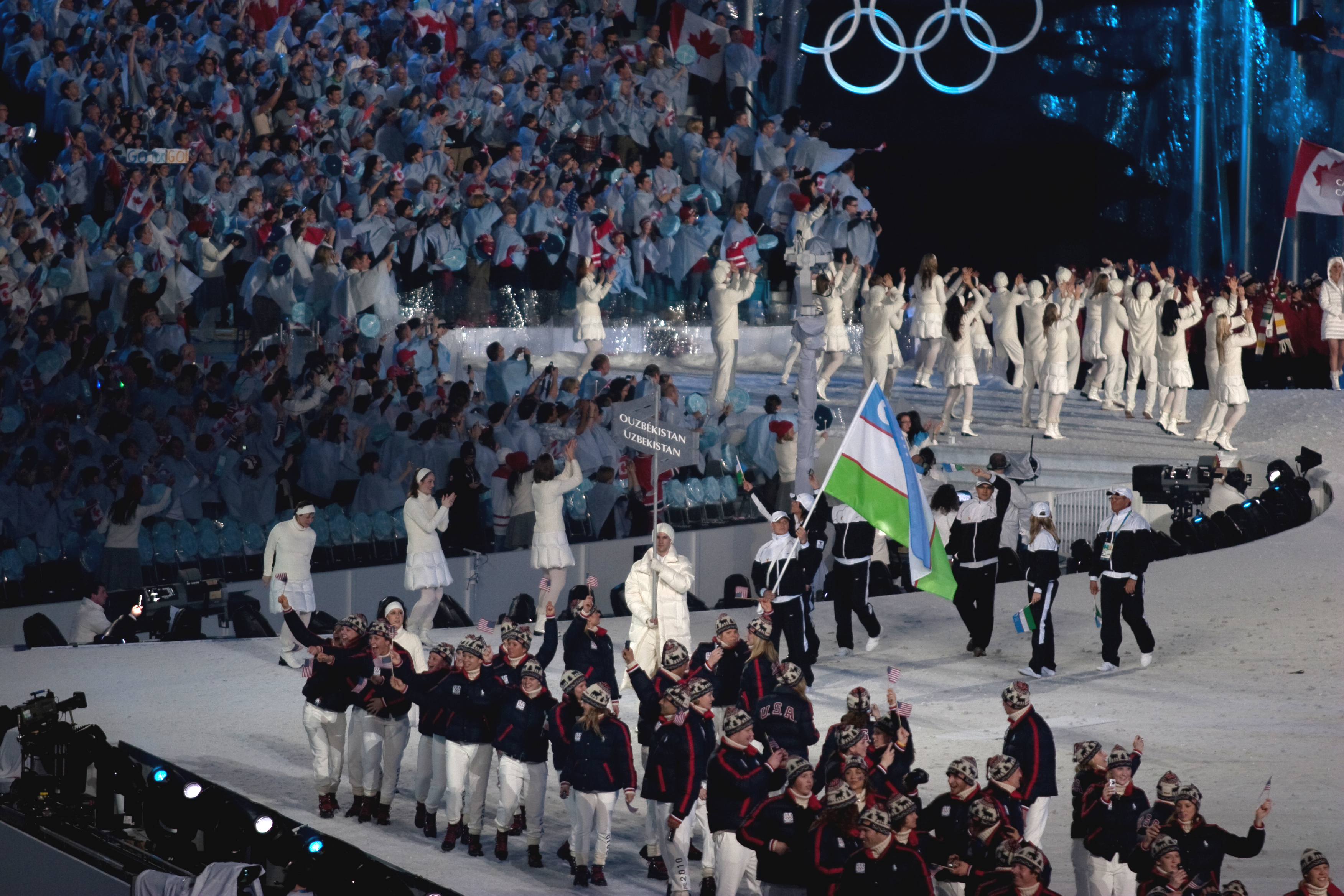
Entrée de la délégation ouzbek lors de la cérémonie d'ouverture.

Comme cela est de coutume, la Grèce, berceau des Jeux olympiques, ouvre le défilé des nations, tandis que le Canada, en tant que pays organisateur, ferme la marche. Les autres pays défilent par ordre alphabétique. L'Ouzbékistan est la 81e des 82 délégations à entrer dans le BC Place Stadium de Vancouver au cours du défilé des nations durant la cérémonie d'ouverture, après les États-Unis et avant le Canada. Cette cérémonie est dédiée au lugeur géorgien Nodar Kumaritashvili, mort la veille après une sortie de piste durant un entraînement. Le porte-drapeau du pays est le skieur alpin Oleg Shamaev.
Lors de la cérémonie de clôture qui se déroule également au BC Place Stadium, les porte-drapeaux des différentes délégations entrent ensemble dans le stade olympique et forment un cercle autour du chaudron abritant la flamme olympique. Le drapeau ouzbek est à nouveau porté par Oleg Shamaev.

## Engagés par sport

### Ski alpin
| Nom               | Épreuve              |
| ----------------- | -------------------- |
| Kseniya Grigoreva | Slalom, slalom géant |
| Oleg Shamaev      | Slalom, slalom géant |

### Patinage artistique
| Nom                     | Épreuve |
| ----------------------- | ------- |
| Anastasia Gimazetdinova | Femmes  |